# Моншове (Кальвадос)
Моншове́ (фр. Montchauvet) — коммуна во Франции, находится в регионе Нижняя Нормандия. Департамент коммуны — Кальвадос. Входит в состав кантона Ле-Бени-Бокаж. Округ коммуны — Вир.
Код INSEE коммуны — 14443.

## Население
Население коммуны на 2010 год составляло 366 человек.
| 1962 | 1968 | 1975 | 1982 | 1990 | 1999 | 2010 |
| ---- | ---- | ---- | ---- | ---- | ---- | ---- |
| 418  | 389  | 325  | 343  | 308  | 340  | 366  |

## Экономика
В 2010 году среди 217 человек трудоспособного возраста (15—64 лет) 174 были экономически активными, 43 — неактивными (показатель активности — 80,2 %, в 1999 году было 75,5 %). Из 174 активных жителей работали 153 человека (86 мужчин и 67 женщин), безработных было 21 (6 мужчин и 15 женщин). Среди 43 неактивных 16 человек были учениками или студентами, 12 — пенсионерами, 15 были неактивными по другим причинам.